# ناتالي زيلي
ناتالي زيلي (بالدنماركية: Natalie Zahle)‏ (11 يونيو 1827 - 11 أغسطس 1913) مرشدة تربوية من الدنمارك ورائدة في مجال تعليم المرأة. افتتحت مدرسة ن. زيلي في عام 1851.

## حياتها
والدها هو إرنست سوفوس ويلهلم زيلي، وكان نائب روسكيلدا (1797-1837)، وأمها هي فيلمنهيلي كاثرينا لويز بوتجر(1802-1837). توفي والداها في العام 1837، ثم عاشت في البداية مع جدتيها، وتبناها بعد ذلك الدكتور فريدريك إيشريخت، وهو عالم حيوانات. ودرست في مدرسة «دوتريسكولن آف»1791 للبنات بكوبنهاغن.
التحقت بأول مؤسسة تعليمية للتعليم العالي للنساء في الدنمارك في عام 1849، وتحمل حاليًا اسم مدرسة «المساعدات التعليمية العليا للسيدات» لصاحبتها آنستين باير، وتخرجت منها في عام 1851، ثم أسست أول مدرسة خاصة بها للفتيات.

## مسيرتها المهنية
شغلت ناتالي في عام 1852 منصب مديرة مدرسة فويرك فورسوم سكول الصغيرة لصاحبها بالثازار مونتر، والذي كان عضوًا في اتجاه مدرسة كوبنهاغن. وجدير بالذكر أن بالثازار قرأ أطروحة لها فيما يتعلق بالإصلاح التعليمي للمرأة، وجمعت في أطروحتها بين الرأي السائد آنذاك والذي ينص على أن مكان المرأة في المنزل والأفكار التقدمية التي ترى أن النساء قد يساهمن في المجتمع كذلك.
أسست في عام 1852 مدرسة ن. زيلي. التي أصبحت فيما بعد مؤسسة تعليمية رائدة مشهورة. ووسعت المدرسة من 25 طالباً في عام 1852 إلى 200 طالب عام 1862، وعُرفت بحسن تقديرها في اختيارها للمدرسين. وارتاد المدرسة كثير من الشخصيات المشهورة معلمين كانوا أم طلاب.
وظفت ناتالي معلمات غير متعلمات رسميًا ومعلمين ذكور، فجمعت بين وجود الأم كالمعلم الأكثر أهمية والمدرسة كمنزل للجميع والأفكار الحديثة التي تقترح وجود معلمين جديرين أكاديميًا ووجود المدرسة كمؤسسة للتعليم المنضبط. واشتهرت لأنها شكلت توازنًا جيدًا بين الأفكار المتناقضة والعصرية والرائدة، ما اعتُبر نجاحًا كبيرًا. وجمعت بين المنظور التقليدي القائل بوجوب تعليم الإناث أولًا على صناعة المجوهرات مع الفكرة التقدمية بأن الذكور يجب أن يتعلموا ليكونوا مهنيين قويي الإرادة.
أسست إستراتيجية مزدوجة خلقت من خلالها مزيجًا متوازنًا بين القيم التقليدية والتقدمية. واتبعت هذه الاستراتيجية في مواقفها من قضايا النساء الأخرى. رفضت الاختيار بين نسوية الاختلاف ونسوية المساواة بين الجنسين، وأصرت عليهما بالتوازي. درس لديها العديد من النساء الرائدات في مختلف الحقول والناشطات في مجال حقوق المرأة، مثل أوغوستا فينجر وآنا هود وإيدا فالب هانسين وليز جاكوبسن وإنغريد جيسبرسن وإرنا جويل هانسين وثيودورا لانج وإينغبورج سيمسين وهينرييت سكرام.
على الرغم من عدم مشاركتها في أنشطة حقوق المرأة في الأماكن العامة خارج إطار عملها التعليمي، تعتبر زيلي رائدة في الحركة النسائية. لم تنخرط الحكومة الدنماركية كثيرًا في تعليم الإناث حتى عام 1900. غير أن ناتالي زيلي قطعت شوطًا كبيرًا في إصلاح تعليم المرأة في الدنمارك خلال القرن التاسع عشر. في مدرستها، مُنحت الإناث في طفولتهن تعليمًا ابتدائيًا، ثم انتقلن إلى التعليم الثانوي تحضيرًا للدراسات الجامعية (التي أصبحت متاحة في عام 1875) أو لتلقي دورات مجانية أو التعليم. افتتحت مدرسة للمعلمات في عام 1851 ومدرسة ابتدائية للأطفال في عام 1852 ووفرت دورات مجانية في عام 1861 ومدرسة للتربية البدنية في عام 1864 ومدرسة موسيقية في عام 1869. وأدارت مدارس مثل مدرسة ستودنتايكسيمن التي كانت أول مدرسة للبنات في الدنمارك منذ عام 1885، بالإضافة إلى مدرسة للرعاية الصحية في عام 1880 ومدرسة منزلية في عام 1882 ومعهد حكومي في عام 1894.
على الصعيد السياسي، تعد زيلي براجماتية أولًا، ثم ليبرالية قومية ووطنية وملكية ولوثرية متشددة. لم تتزوج أبدًا، وعاشت مع معلماتها البالغات وبعض طلابها كأطفالها بالتبني.